# ویویان اوردانتا
ویویان اوردانتا (انگلیسی: Vivian Urdaneta؛ زادهٔ ۸ ژوئن ۱۹۷۹) یک مانکن و ملکه زیبایی اهل ونزوئلا است. او برنده دوشیزه بین‌الملل ۲۰۰۰ شده است.